# رينيه هاوسمان
رينيه هاوسمان (بالإسبانية: René Houseman)‏ (19 يوليو 1953-22 مارس 2018) هو لاعب كرة قدم أرجنتيني دولي سابق كان يلعب كلاعب وسط. اعتزل اللعب عام 1985. سبق له أن لعب في كأس العالم لكرة القدم مع منتخب بلاده. بدأ مسيرته الرياضية عام 1971.

## المسيرة الاحترافية

### أندية لعب لها
- ديفينسوريس دي بيلغرانو
- هوراكان
- ريفر بليت (الأرجنتين)
- كولو-كولو
- إنديبندينتي

## روابط خارجية
- رينيه هاوسمان على موقع الاتحاد الدولي (مؤرشف)  (الإنجليزية)
- رينيه هاوسمان على موقع قاعدة بيانات كرة القدم.إي يو (الإنجليزية)
- رينيه هاوسمان على موقع بيانات كرة القدم. دي إي (الألمانية)
- رينيه هاوسمان على موقع ناشيونال فوتبول تيمز (الإنجليزية)
- رينيه هاوسمان على موقع عالم كرة القدم.نت (الإنجليزية)